# Högdalen
Högdalen – dzielnica (stadsdel) Sztokholmu, położona w jego południowej części (Söderort) i wchodząca w skład stadsdelsområde Enskede-Årsta-Vantör. Graniczy z dzielnicami Örby, Bandhagen, Gubbängen, Fagersjö i Rågsved.
Według danych opublikowanych przez gminę Sztokholm 31 grudnia 2020 r. Högdalen liczyło 10 059 mieszkańców. Powierzchnia dzielnicy wynosi 1,98 km².
Högdalen jest jedną ze stacji na zielonej linii (T19) sztokholmskiego metra.